# Audrey Achard
Audrey Achard (* 1982) ist eine ehemalige französische Snowboarderin. Sie startete in der Disziplin Halfpipe.

## Werdegang
Achard startete im November 1999 in Tignes erstmals im Snowboard-Weltcup, wobei sie den 28. Platz belegte. Bei den Juniorenweltmeisterschaften 2001 in Nassfeld errang sie den 13. Platz. In der Saison 2001/02 wurde sie Dritte beim Europacup in Bischofswiesen und gewann bei den Juniorenweltmeisterschaften 2002 in Rovaniemi die Bronzemedaille. In der folgenden Saison siegte sie bei den französischen Meisterschaften im Big Air und belegte bei den Snowboard-Weltmeisterschaften 2003 am Kreischberg den 18. Platz. In der Saison 2003/04 erreichte sie am Kreischberg mit dem sechsten Platz ihre beste Platzierung im Weltcup und zum Saisonende mit dem 18. Platz im Halfpipe-Weltcup ihr bestes Gesamtergebnis. Zudem wurde sie erneut französische Meisterin im Big Air. Ihren 24. und damit letzten Weltcup absolvierte sie im März 2005 in Tandådalen, welchen sie auf dem 26. Platz beendete.

## Weltcup-Gesamtplatzierungen
| Saison    | Gesamt | Gesamt | Halfpipe | Halfpipe |
| Saison    | Punkte | Platz  | Punkte   | Platz    |
| --------- | ------ | ------ | -------- | -------- |
| 1999/2000 | 4      | 127.   | 40       | 86.      |
| 2000/01   | -      | -      | 340      | 51.      |
| 2001/02   | -      | -      | 110      | 70.      |
| 2002/03   | -      | -      | 1050     | 19.      |
| 2003/04   | -      | -      | 1376     | 18.      |
| 2004/05   | -      | -      | 310      | 36.      |